# Mercury-Redstone hordozórakéta
A Mercury-Redstone hordozórakéta, amelyet a NASA Mercury-programjához terveztek, volt az első amerikai, embert szállító rakéta. Hat szuborbitális repülésre használták. Négy későbbi Mercury-űrrepülés a robusztusabb Atlas rakétát használta az alacsony Föld körüli pályára való belépéshez.

## Többször felhasználható ejtőernyő
A Mercury-Redstone rakéta tervezői azt tervezték, hogy a rakéta ejtőernyőit vissza lehet csomagolni, miután a legénység kapszulájától elválasztották. Ez volt az első jelentősebb lépés egy újrahasználható hordozórakéta kifejlesztésére, amely elérte a tesztelési fázist.

## Fordítás
Ez a szócikk részben vagy egészben  a   Mercury-Redstone Launch Vehicle című angol Wikipédia-szócikk fordításán alapul.  Az eredeti cikk szerkesztőit annak laptörténete sorolja fel. Ez a jelzés csupán a megfogalmazás eredetét és a szerzői jogokat jelzi, nem szolgál a cikkben szereplő információk forrásmegjelöléseként.